# マージナルプリンス〜月桂樹の王子達〜
『マージナルプリンス〜月桂樹の王子達〜』（マージナルプリンス げっけいじゅのおうじたち）は、NTTドコモのi-modeで2005年8月15日より配信されている初の携帯特化型女性向け恋愛シミュレーションゲームで、2006年2月からはauのEZWeb、2008年6月からはSoftBankのYahoo!ケータイでも配信が開始されている。

## ゲームの内容
プレイヤーの弟であるユウタは、知り合いの推薦で全寮制の聖アルフォンソ学院に留学することとなった。そこは聖アルフォンソ島と呼ばれる島にあり、周りを月桂樹の森で囲まれているため、島民からは「月桂樹の館」と呼ばれている。学院の敷地は特別自然保護区となっており、関係者以外は立入禁止。さらにセキュリティーがしっかりしていることから、学院は全世界のワケあり生徒達が集まる避難所の役割も担っている。
生徒達は各々のホットラインを持っていて、島内まで電波は届くのだが携帯電話を持っておらず、従って携帯電話を持っているのはプレイヤーの弟であるユウタだけである、という設定。電話を掛けたプレーヤーに対し、ユウタはテレビ電話機能内蔵の携帯電話を通して留学先の生徒たちを紹介する。弟の携帯電話と通して彼らと仲良くなり、愛のメッセージやラヴソングをゲットするのを目的としている。

## ゲームシステム
ユウタの携帯電話を介し、プレイヤーとキャラクターとの会話が選択肢形式に進められることでストーリーは展開していくが、時にはプレイヤーとの会話ではなく、キャラクター同士の会話をうかがうという形で進むこともある。会話での選択肢によって手に入る着ボイス（待ちうけ画像）は異なり、恋愛ポイントと呼ばれる好感度も変わる。また現実の時期に合わせたイベントも用意され、特別な待ち受けや着ボイスが手に入るといった工夫もなされている。
そしてこのゲームの最大の特徴は、携帯電話という形態が持ち得る特性を最大限に活かしている点にある。キャラクターからプレイヤーの携帯に電話が掛かってきたり（時間帯はあらかじめ設定できる）、電話NTTコミュニケーションズの音声認識システムを利用することで、双方の会話を可能な限り実現している。そういった意味合いでは新しく画期的な携帯ゲームである。

## 歴史
- 2005年9月1日にはキャラクターソングを収録されたアルバムが2枚同時にリリース、次年9月15日には上記ラジオ内で放送されたラジオドラマを収録したドラマCDがリリースされた。
- 2005年12月28日には森本繭斗による、ノベライズ『マージナルプリンス〜繰り返される歴史〜』が、翌年12月2日には『マージナルプリンス〜エピソード・オブ・ユウタ〜』が発売された。
- 2006年1月22日にはキャラクターソングの発売を記念した初のイベントがZepp Tokyoにて行われた。
- 2006年7月8日、公式サイトにてTVアニメ化が発表され、10月から12月にUHF各局他で放送。

## 登場人物
ジョシュア・グラント（Joshua Grant）
声：置鮎龍太郎
身長：178cm、誕生日：7月28日（獅子座）、血液型：AB型、生徒代表、年齢：18歳（最高学年）、趣味：乗馬、読書、得意な学科：自然科学全般、好物：コーヒー
中世から続くロレート公国の王子プリンス・エドワードとヨーロッパ屈指の名門グラント家の令嬢クリスティーナ・グラントとの間に生まれた一人息子。世界各地にネットワークを持ち、勢力をさらに拡大しつつあるグラント家には、さまざまな利害が絡んでいるため、ロレート大公は2人の結婚を許さず、そのためエドワードは自らと子孫の継承権を放棄した。この出来事は「王位を賭けた恋」として当時の世界的なニュースとなった。
父は彼が5歳の時に他界。その後は、母の実家、英国のグラント家で育つ。父の死後、ボランティア活動などを熱心に行った母も、まもなく他界。残された後、伯父夫婦の元で育てられた。しかし、グラント家には代々、直系の男子のみが家督を相続するという家訓があった。そのため、成長するにつれて、彼の立場は一族の中で微妙なものとなっていった。
13歳で聖アルフォンソ学院に入学。穏和で誠実、実直な性格、責任感があり、周囲からの信頼も厚い。聖アルフォンソ学院の生徒代表。
留学した弟のユウタを心配する主人公に優しく接する。いろんな事を話していくうちに、主人公は彼の身の上話なども聞くことになる。
ユウタ（Yuuta）
声：菅沼久義
身長：169cm、誕生日：12月15日（射手座）、年齢：16歳、趣味：サッカー鑑賞、苦手なもの：お化け、ホラー映画
主人公の弟（アニメでは彼が主人公）。外国に留学したいと思っていた矢先、親の知り合いである外国人の富豪に聖アルフォンソ学院を薦められ、単身留学を決意。16歳で聖アルフォンソ学院に入学。
学院の特殊事情にあまり動じず、生来の性格の良さで誰とでも仲良くなる。ジョシュアたち5人とは同じ寮で暮らす。非常に姉想いの弟。
アルフレッド・ヴィスコンティ（Alfred Visconti）
声：森田成一
身長：185cm、誕生日：3月21日（魚座）、血液型：O型、年齢：17歳、趣味：スポーツ全般、バンド演奏、得意な学科：演劇論、体育、好物：ツナサンド
祖父はイタリアの名監督、父はハリウッドで活躍するプロデューサー、母は女優、兄弟達もみな映画関係の仕事につくという芸能一家の4人兄弟の3男。
5歳でデビューしたテレビドラマシリーズは、彼曰く「"親の七光り"で決まった、動物と子供が出ていればオッケーのお涙ちょうだい的」作品。しかし、その作品で"親の七光り"以上の演技を見せて、多くの人が彼の才能を認めることとなった。父親のプロデューサー手腕もあり、その後、出演した映画やドラマがたてつづけにヒット。一躍、名子役に。
12歳を過ぎたころから、しばらくヒット作に恵まれなかったが14歳の時、準主役で出た海賊映画が大ヒット。もはや子役ではなく、次世代を担う若き俳優として注目を浴びるようになった。しかし、更なる活躍を期待されていた続篇のキャストに彼の名前は見当たらず、その後、大きな作品には出ていない。
16歳で聖アルフォンソ学院に入学。自信家。明るい性格だが、口は悪い。聖アルフォンソ学院の様々な謎や習慣は、合理主義の彼にとっては理解しがたいらしく、悪態をつくことが多いが、彼なりに学院生活を楽しんでいる。
主人公は「ハリウッドの若手スターが弟と同じ学校に!?」と驚き、テレビや雑誌で観たイメージとは違う、生身の彼の魅力に目を奪われることになる。
アンリ＝ユーグ＝ド＝サン・ジェルマン（Henri-Hugues de Saint Germain）
声：野島健児
身長：172cm、誕生日：6月6日（双子座）、血液型：AB型、年齢：17歳、趣味：バイオリン、フェンシング、タロットカード、得意な学科：法律、神秘学、科学、金融工学、好物：紅茶
錬金術師とも山師ともいわれる伝説的貴族、サン・ジェルマン伯爵の直系の子孫。彼の実家は18世紀から、金融関連で莫大な財産を築いてきた。グラント家とは古くからのライバル関係である。しかし、自らの出自の怪しさを嫌った曾祖父の代からは、ブルターニュ地方でワイナリーやホテルの経営など堅実な事業にも力をいれている。
母は彼を生んでまもなく他界。成長するにしたがって、不思議な直感力、仄暗い学問や存在に対する興味を見せ始めるアンリに、父親はとまどいを隠せず、親子関係は疎遠。愛情に飢えた幼少期を過ごす。
13歳で聖アルフォンソ学院に入学。学院に入学するには保証人が必要だが、サン・ジェルマン家の人間に関しては、「初代サン・ジェルマン伯爵その人が未来永劫にわたり保証人となる」という特例がある。
不老不死のタイム・トリッパーと噂された伝説の貴族ならではの特別な契約が、学院との間で取り交わされているようだ。そんなサン・ジェルマン家の末裔が約1世紀ぶりに訪れるということで、入学当初は学院内でも話題となった。
成績優秀、自らも事業を経営している。ジョシュアとは1歳違いだが、中等部からの顔なじみで仲が良い。冷たく傲慢で優雅な毒舌家。
基本的に人を信用しないが、心を開いた相手には、違う一面を見せることもある。
シルヴァン・クラーク（Sylvain Clark）
声：三宅淳一
身長：188cm、誕生日：1月13日（山羊座）、血液型：O型、年齢：19歳、趣味：マーシャルアーツ、語学、チェス、文学、得意な学科：家庭科、体育、好物：レモンソーダ
父親は代々名門軍人の家系、母親は画家。父の仕事の関係で様々な都市を転々とする幼少期を過ごす。
転校先で触れた各国の文化や思想を自分なりに受け入れ、独特の感性を持っている。好奇心旺盛で、興味の範囲も多岐に渡るが、何事も単なる知識としてではなく、他者とのかかわりのなかで実際に体験したり感じことを自分なりに吸収していくタイプ。転校先で出会った友人の中に日本人もいたので、日本のことにも詳しい。13歳の頃から家にはあまり帰らなくなり、不良仲間と街をほっつきあるく日々を過ごしていた。
2年前、17歳で聖アルフォンソ学院に入学。世間から隔絶された学院での生活に、最初は反発も覚えたらしいが、持ち前の転校生体質ですぐに適応した。
断片的に語られる彼の話から、彼がいろんなことを体験してきたことは誰でも想像がつく。しかし、改めて、どのような経緯で彼がこの学院に入学したのかを彼に聞いても、はぐらかされてしまう。陽気で、知り合いも多いが、時折、寂しそうな表情を見せることがある。
遠く離れた日本にいる主人公と携帯でコミュニケーションする物珍しさに持ち前の好奇心が刺激され、主人公との交流を楽しむようになる。やがて意外な過去が明らかになる。
小林 春也（こばやし はるや、Haruya Kobayashi）
声：岡本寛志
身長：175cm、誕生日：4月29日（牡牛座）、血液型：A型、年齢：17歳、趣味：茶道、日舞、得意な学科：建築学　歴史学、好物：アボカドマグロ丼
父は日本舞踊梅香流（ばいかりゅう）の家元、梅ヶ枝近春（ちかはる）。祖父は人間国宝、梅ヶ枝春海（はるみ）。幼少期は関西に暮らし、異母兄の春臣（はるおみ）とともに祖父から踊りを習っていた。
祖父は、戦前のヨーロッパを魅了した伝説の舞踏家。ヨーロッパ滞在中に戦争が始まったため、戦乱を避けてアルフォンソ学院に留学。帰国後は、存続の危機にあった梅香流を復興し、以後、伝統芸能の世界で活躍。2人の孫の将来に期待しつつ他界した。
正式に籍を入れていない彼ら母子にとって、祖父の死後、梅ヶ枝家の敷居は高いものとなったため、母は上京し、料亭の経営を始めた。梅香流の名手である母の元には、東京でも多くの弟子が集まっている。祖父の死後、母から手ほどきを受けていた。
和歌山にある、祖父の屋敷の片隅には、一本の月桂樹があった。それは、アルフォンソ学院への想いを込めて祖父が植え、愛した、想い出の木だった。
思春期に入り、自分をとりまく複雑な環境から離れたいという気持ちと、祖父が通ったアルフォンソ学院を自らの目で見てみたいという好奇心もあり、留学を決意。16歳でアルフォンソ学院に入学した。
学院では、舞踏や演劇の授業をアルフレッドと一緒に受けている。本人は趣味程度というが、踊りに対する興味は残っている模様。
はんなりとした人当たりで、何事も飄々とやりすごす術を身につけているため、親しくなると心に秘めていた踊りに対する想いや祖父の想い出を淡々と話し出す。
ミハイル・リューリコヴィッチ・ネフスキー（Mikhail Nevsky）
声：宮田幸季
身長：163cm、誕生日：9月19日（乙女座）、血液型：AB型、年齢：16歳、趣味：歌うこと、好物：アップルパイ
ロシアの地下組織の三男。15歳で聖アルフォンソ学院に入学。病弱で気弱。口癖は「ごめんね、 僕のせいで…」。よく女の子に間違えられる。弱気でいつも涙目。ソクーロフ博士のカウンセリングを受けている。
エンジュ・ファドラーン（Yenje Fadlan）
声：遊佐浩二
身長：177cm、誕生日：9月1日（乙女座）、血液型：B型、年齢：17歳（最高学年）、趣味：自転車、得意な学科：植物学、好物：チョコレート。
祖国は中央アジアにあるガンダール王国の王家の血を引く。ガンダール王国はシルクロードの拠点として古くから栄えていた遊牧国家で、支配者層は、夏の間は草原地帯で豪華なテントを構えて生活を送り、冬は都で過ごしたという。
大国の一部だったが、20世紀末に大国の解体後、ガンダール共和国として独立。しかし、石油や天然資源が豊富なことが災いし、政情は安定していない。3年前に起こった大規模なクーデターにより、出国を余儀なくされ、学院に入学。
スタニスラフ・ニコライエヴィッチ・ソクーロフ（Stanislav Sokurov）
声：石川英郎
身長：180cm、誕生日：11月2日（さそり座）、血液型：AB型、年齢：36歳、趣味：テルミン演奏、好物：中華料理
保険医兼カウンセラー。ロシア・モスクワに生まれる。父親は医師。妹が一人。母親はリトアニア貴族の血を受け継ぐ家系の出身。幼少期から英才教育を施された。17歳で米国に留学。19歳で米国の大学院修了。普段は物静かでクール。
大学院修了後、某国の軍事機関に招聘され、研究職につく。そこでは主に自白や洗脳についてのエキスパートとして活躍。独自の自白剤のブレンドや、苦痛の少ない効率的な洗脳法など、斬新な手法を編み出した。だが、長年の研究成果を元に発表しようとした心理学に関する新しい論文が問題視された。
彼によって構築された理論は、軍事組織での自白や洗脳の膨大なデータが元となっているもので、その革新的な内容は大きな注目を浴びるはずだった。しかし、従来の精神分析学や心理学にとっては受け入れがたい理論であり、同時に、軍事機関側からすれば、理論の元となったデータの収集方法を追及される不安があった。それぞれの思惑が重なった結果、発表の機会を奪われ、組織内で失脚した。
そんな時、上司のレアリー博士に、「いつの時代も、影響の大きすぎる理論やニューパラダイムを発明した者は、その多くが無視されるか、犯罪者として投獄されるものだからね。ほとぼりが冷めるまで、私の母校に行くといい。」と、彼の母校の聖アルフォンソ学院を紹介された。職歴の洗浄（ローンダリング）も兼ねて、6年前、聖アルフォンソ学院の保健教師兼カウンセラーとして就任した。
染谷 俊（そめや しゅん、Prof.Shun Someya）
声：染谷俊
誕生日：2月22日（魚座）、年齢：36歳、趣味：昼寝、学科：音楽、好物：アワビ・カズノコ・赤貝
学生時代から、将来を有望視されていたピアニスト。演奏している時の至福の表情はその音色とともに、見る者たちを幸福な気分にした。
現在は、クラッシックの演奏家として活躍。しかし失踪癖があり、気が向けばロックバンドで活躍したり、戦場で子供達のためにピアノを弾いたり、神出鬼没のピアニストとしても有名。演奏会のチケットは、人気のため手に入れにくいのと、次にいつ演奏するか分からない、という意味で常にプラチナ・チケットとなっている。聖アルフォンソ学院から新しい校歌作成の依頼を受け、赴任。
聖アルフォンソ学院は、各時代を代表する名演奏家、名作曲家を輩出しており、彼らによって作成された数々の素晴らしい校歌が「聖アルフォンソ学院楽曲集」として学院内に存在しているという。21世紀最初の、栄誉ある校歌作成の依頼を受けた音楽家が彼だった。
卒業生で優秀かつ無難な演奏家として活躍している人物は大勢いるのになぜ自分が依頼されたのかがわからないが、「放浪資金も尽きたことだし、久しぶりに母校を訪れのんびりするのも悪くない」と、なんとなくその依頼を受けた。

### キャラクター（アニメ版のみ）
主人公格はゲーム版の項を参照。
バトラー
声：長克巳
アイヴィー
声：藤原啓治
アルフォンソ島のタクシー運転手。“デッドプリンス”（アルフレッド＆シルヴァン＆ハルヤのバンド）の兄貴分的存在。アルフォンソ島には、ジョシュアが入学する前からいる。
オーギュストン・ボージュ
声：渋谷茂
エンジュ
声：遊佐浩二
クリスティーナ・グラント
声：國府田マリ子
姉貴
声：伊藤美紀
ユウタの姉。ゲーム版での主人公に該当。

## Webラジオ
ゲーム配信に先駆け2005年7月2日から2006年3月31日まで、ラジオ関西にて『レディオマージナル 置鮎龍太郎の「君へ、おやすみ」』が放送されていた。こちらは地上波ラジオから数日遅れの放送で、携帯電話ではVポータル、PCではMUMIXラジオにてストリーミング配信もされていた。アシスタントは菅沼久義。
2006年9月3日にはラジオ関西とWebラジオにて『レディオマージナル 置鮎龍太郎の「君へ、おやすみ」〜アニメ前夜祭〜』が放送されていた。

## テレビアニメ
2006年10月から12月にUHF各局他で放送。

### アニメ版の特色
本来、ユウタの姉（プレーヤー）が男性キャラクターと仮想恋愛を楽しむというのがこの作品の趣旨であったが、アニメ版ではユウタと男子同級生との友情と葛藤の物語が主軸となっている。これはユウタの姉という不特定の女性像の在り方を守るためと、女性キャラを廃することで別の層（801系）の顧客の支持を狙った製作サイドの意図が読み取れる。実際のゲームでは同性愛的選択肢を選ぶと男性キャラの心証がマイナス（嫌われる）になるので、この点を見るとアニメが原作（ゲーム）とは違った構図でストーリーを作っていると読み取れる。

### スタッフ
- 原作：森本繭斗、セレンディピティ
- 企画：有馬あきこ、石川真一郎
- 監督：稲垣隆行
- シリーズ構成・脚本：早坂律子
- キャラクター原案：甲斐智久
- キャラクターデザイン・総作画監督：佐々木敏子
- プロップデザイン：水谷麻美子
- 美術監督：東厚治
- 色彩設計：阿部みゆき
- 撮影監督：今泉秀樹
- 編集：柳圭介
- 音楽：岩崎文紀
- 音響監督：飯田里樹
- プロデューサー：和泉凱、秦充洋、井上律子、難波秀行
- 制作プロデューサー：箕ノ口克己、吉田悟
- アニメーション制作：東京キッズ、studioT&B、ゴンジーノ
- 製作：聖アルフォンソ学院理事会

### 主題歌
オープニングテーマ「離したくはない」
歌：FLAME
エンディングテーマ「LOOK UP DAYS」
作詞・作曲・歌：黒田倫弘

### 各話リスト
| 話 | サブタイトル           | 絵コンテ          | 演出       | 作画監督                              | 放送日         |
| -- | ---------------------- | ----------------- | ---------- | ------------------------------------- | -------------- |
| 1  | 翠緑のエスクエラ       | 稲垣隆行          | 麦野アイス | 佐々木敏子 水谷麻美子                 | 2006年 10月1日 |
| 2  | 暁のエーデルシュタイン | 稲垣隆行          | 唐戸光博   | 高橋敦子                              | 10月8日        |
| 3  | 幻像のイプセ           | 永本敬二郎        | 白石道太   | 山崎輝彦                              | 10月15日       |
| 4  | 陽光のフォアシュピール | 松本佳久          | 松本佳久   | 大隈孝晴                              | 10月22日       |
| 5  | 純白のメモリア         | 稲垣隆行          | 大関雅幸   | 高乗陽子                              | 10月29日       |
| 6  | 閃光のアニヴェルセール | 稲垣隆行 友田政晴 | 白石道太   | 水谷麻美子 箕輪悟 高梨光 崔富京       | 11月5日        |
| 7  | 海風のトライフルス     | 稲垣隆行          | 浅見松雄   | 佐藤敏明 山沢実                       | 11月12日       |
| 8  | 深遠のメイズ           | 稲垣隆行 関野昌弘 | 稲垣隆行   | 高橋敦子                              | 11月19日       |
| 9  | 嵐のエトランゼ         | 楠本巨樹          | 楠本巨樹   | 杉本光司 山崎輝彦                     | 11月26日       |
| 10 | 孤高のトリスティティア | 稲垣隆行          | 白石道太   | 藤井真澄                              | 12月3日        |
| 11 | 情熱のトロヴァーレ     | 金﨑貴臣          | 金﨑貴臣   | 水谷麻美子 佐藤清光 山沢実            | 12月10日       |
| 12 | 祝祭のエンペサール     | 稲垣隆行          | 楠本巨樹   | 高橋敦子                              | 12月17日       |
| 13 | 絢爛のアプロース       | 稲垣隆行          | 稲垣隆行   | 佐々木敏子 水谷麻美子 箕輪悟 佐藤哲也 | 12月24日       |

### 放送局
| 放送地域 | 放送局      | 放送期間                       | 放送日時           | 放送系列  | 備考                                |
| -------- | ----------- | ------------------------------ | ------------------ | --------- | ----------------------------------- |
| 福岡県   | RKB毎日放送 | 2006年10月1日 - 12月24日       | 日曜 26:13 - 26:43 | TBS系列   |                                     |
| 北海道   | 北海道放送  | 2006年10月2日 - 12月25日       | 月曜 26:25 - 26:55 | TBS系列   |                                     |
| 埼玉県   | テレ玉      | 2006年10月4日 - 12月27日       | 水曜 25:30 - 26:00 | 独立UHF局 |                                     |
| 東京都   | TOKYO MX    | 2006年10月4日 - 12月27日       | 水曜 26:00 - 26:30 | 独立UHF局 |                                     |
| 神奈川県 | tvk         | 2006年10月5日 - 12月28日       | 木曜 25:45 - 26:15 | 独立UHF局 |                                     |
| 兵庫県   | サンテレビ  | 2006年10月6日 - 12月29日       | 金曜 26:10 - 26:40 | 独立UHF局 |                                     |
| 千葉県   | チバテレビ  | 2006年10月6日 - 12月29日       | 金曜 26:25 - 26:55 | 独立UHF局 |                                     |
| 日本全域 | AT-X        | 2006年10月20日 - 2007年1月12日 | 金曜 10:00 - 10:30 | CS放送    | リピート放送あり 「アニメ女子部」枠 |

## 関連商品

### キャラクターソングCD
Marginal Prince Songs 1
2005年9月1日
- 収録曲

1. 君へ、おやすみ[ジョシュア]
2. ハートにROCK![アルフレッド]
3. アメジストの夢[アンリ]
4. 今宵、ロマンスを[シルヴァン]
5. 月桂樹の庭[ハルヤ]
6. Aim high[染谷俊]

Marginal Prince Songs 2
2005年9月1日
- 収録曲

1. My Love is Forever-繰り返される歴史-[ジョシュア]
2. いつだってもっと愛したい愛されたい[アルフレッド]
3. 虚像、真実、そして愛[アンリ]
4. 愛ある世界[シルヴァン]
5. キミニトドケ-Marginal Love-[ハルヤ]
6. はじめてのラブソング[ユウタ]
7. ラブレター[染谷俊]

Marginal Prince Songs 2.1 -Stanislav Sokurov-
2006年1月22日
- 収録曲

1. 今日の治療~treatment of horrors~（5:43）
2. 慟哭（4:34）
3. ミニドラマ：ソクーロフ博士への連絡事項（3:43）
4. フリートーク（置鮎龍太郎＆石川英郎）（14:37）

Marginal Prince Songs 2.2 -Mikhail Nevsky-
2006年11月28日
- 収録曲

1. 砂の時計(5:03)
  - ミハイル・ネフスキ－（宮田幸季）
  - 作詞・作曲：馬場一嘉 / 編曲：馬場一嘉・Ch@ppy
2. 聖なる森で僕は…(4:47)
  - ミハイル・ネフスキ－（宮田幸季）
  - 作詞・作曲：馬場一嘉 / 編曲：馬場一嘉・Ch@ppy
3. ミニドラマ：ミハイルとジョシュアのやくそく(10:05) 
  - ジョシュア・グラント（置鮎龍太郎）、ミハイル・ネフスキ－（宮田幸季）
4. メッセージ：Welcome Mikhail by Ryotaro Okiayu(2:30)
5. メッセージ：Hellow Mikhail by Kouki Miyata(2:45)

Marginal Prince Songs 3
2007年2月14日、SRDP0002
- 収録曲

1. Re：夏休みの一枚（ユウタ/菅沼久義）
2. 葛藤 ～自由への翼～（ジョシュア/置鮎龍太郎）
3. code name is…（エンジュ/遊佐浩二）
4. Be My Love（ジョシュア/置鮎龍太郎）

### ドラマCD
Marginal Prince Drama CD 1 ユウタ学院到着篇
2006年9月15日
ラジオドラマ+フリートーク+ボーナストラック：インフォメーションドラマ7回連続全部収録。
『レディオマージナル 置鮎龍太郎の「君へ、おやすみ」』で放送されるラジオドラマにフリートークを加えて、ゲーム版のマージナルプリンスでのユウタと聖アルフォンソ学院のプリンス達との出会いを綴るゲームのプロローグが綴られている。

## シリーズ2作目
シリーズ2作目に『マージナルプリンス2〜色とりどりの花束を〜』がある。1作目の本作とは、続編には当たらない。
- 登場人物
  - リチャード・マークス（声 - 神谷浩史）
  - シノブ・ペンドルトン（声 - 粕谷雄太）
  - ユリウス・ローゼンバーグ（声 - 三浦祥朗）
  - アレックス・ロックウッド（声 - 宮坂俊蔵）
  - ケイ（声 - 松原大典）